# Bakoumba
Bakoumba est une ville du sud-est du Gabon, dans la province du Haut-Ogooué ; elle est le chef-lieu du département du Lékoko.
La ville a connu un développement important à partir des années 1960 en étant le siège du poste de maintenance d'une télébenne (bennes sur câble) de 76 km de long qui reliait Moanda à Mbinda (en République du Congo) et servait à l'exportation du minerai de manganèse extrait par la Comilog.
À la fin des années 1980, lorsque l'exploitation de la télébenne est arrêtée au profit du transport ferroviaire, des activités de substitution sont proposées par l'exploitant ; ce seront des fermes piscicoles et un parc touristique, le parc de la Lékédi,.